# Cəlilabad (stad)
Cəlilabad (ook Jalilabad) is een stad in Azerbeidzjan en is de hoofdplaats van het district Cəlilabad.
De stad telt 43.300 inwoners (01-01-2012).